# Rede Pampa
Rede Pampa (ou simplesmente TV Pampa) é uma rede de televisão estadual brasileira afiliada à RedeTV!. Sediada em Porto Alegre, Rio Grande do Sul, teve origem em 1987, quando a TV Pampa Porto Alegre, fundada em 14 de julho de 1980 por Otávio Dumit Gadret, passou a transmitir em cadeia com a primeira emissora da rede no interior do estado, a TV Pampa Sul de Pelotas. Atualmente, a Rede Pampa conta com quatro emissoras próprias em Porto Alegre, Pelotas, Santa Maria e Carazinho.

## História
A Rede Pampa se inicia com a fundação da TV Pampa Porto Alegre em 14 de julho de 1980, em Porto Alegre, por Otávio Dumit Gadret, que na época já era proprietário de inúmeras emissoras de rádio na capital e no interior do Rio Grande do Sul. Operando no canal 4 VHF, possuía uma grade de programação própria para concorrer com a TV Guaíba.
Nessa época, destacaram-se programas infantis do palhaço Tampinha, que tomavam quase toda a programação diurna. Nas manhãs, o Tampinha apresentava o Trem da Alegria, nas tardes o Carrossel e nos fins-de-semana o Tampinlândia. Às 19h, a Pampa tinha a Sessão Bangue-Bangue, com séries como James West, Bonanza, Big Valley, Chaparral e Laredo. À noite, a atração prime time era a Sessão das Nove, com filmes que eram introduzidos pela apresentadora Rosa Helena Horst. Nas manhãs de sábado ia ao ar um programa de culinária apresentado pela irmã do dono, Mirza Gadret. Aos domingos, a cozinha era liderada por Abigail Blattner. Em 5 de junho de 1983, deixou de ser independente e tornou-se a primeira afiliada da Rede Manchete.
No final de 1984, a Pampa tentou acirrar a competição com programação local contra a RBS TV e a TV Guaíba, que ia à falência, aproveitando para contratar-lhe os principais nomes, que abandonavam a Companhia Jornalística Caldas Júnior pela falta de pagamentos. O diretor comercial Enio Berwanger trouxe Tânia Carvalho, recém saída do Guaíba Feminina, e Balala Campos, ex-apresentadora da parte local do programa TV Mulher, para assumirem o horário do almoço com um programa de entrevistas voltados ao público feminino. Lauro Quadros ganhou um quadro à noite, antes do Jornal da Manchete. Quando Lauro foi contratado pela RBS TV, Edegar Schmidt assumiu seu posto. Rogério Mendelski e Adroaldo Streck também tinham seus comentários em horário nobre, logo após o Jornal da Manchete, atrasando em 20 minutos as atrações da Rede Manchete (séries como Acredite Se Quiser, Fama, Trapper John MD e Caçador de Aventuras).
Em 1986, com a inflação artificialmente congelada nos primeiros meses do Plano Cruzado, o mercado publicitário local esquentou e permitiu que a Pampa investisse ainda mais alto. Claudia Nocchi e Flavio Porcelo, advindos do Jornal da RBS, que havia sido extinto, dando lugar ao Jornal da Globo, que antes não era transmitido para o Rio Grande do Sul, assumiram o Jornal Meridional, patrocinado pelo banco de mesmo nome e veiculado nos finais de noite. Mas o telejornal só durou um ano, devido às críticas que o programa fez ao governo do estado em função da greve dos professores, que levou à retirada do patrocínio do banco que dava nome ao programa.
Em 1.º de junho de 1992, a TV Pampa Sul, a TV Pampa Norte e a TV Pampa Centro, sediadas em Pelotas, Carazinho e Santa Maria, respectivamente, rescindiram com a Rede Manchete e afiliaram-se ao SBT. A afiliação destas emissoras com a rede paulista terminou em 1.º de novembro de 2003, quando migraram para a Rede Record, emissora cujo proprietário é o bispo Edir Macedo.
Em 11 de junho de 1992, com a venda da Manchete para a IBF, a TV Pampa de Porto Alegre saiu da rede por três meses.
Em 1 de dezembro de 1997, afiliou-se à Rede Record.
Entre 1º de janeiro de 2003 e abril do mesmo ano, a TV Pampa retransmitiu a programação da RedeTV!. Logo depois, voltou a ser afiliada da Record; e se transformou na emissora ligada à rede com a maior quantidade de horas de programação local, até 2006, quando teve de readequar sua programação à rede.
Com a compra da TV Guaíba por parte da Rede Record, o contrato que a TV Pampa possuía com a rede de TV paulista não foi renovado. Com esse fato, a emissora gaúcha procurava uma nova rede para se afiliar, entre elas a TV JB. Mas, a única grande rede de televisão de abrangência nacional que não tinha uma afiliada no Rio Grande do Sul, era a RedeTV!, que foi a escolhida e o contrato foi assinado em 21 de junho de 2007. As transmissões da RedeTV! no canal 4 de Porto Alegre começaram em 1º de julho de 2007, quando a Rede Record passou a ser transmitida pela TV Record RS, no canal 2.
Em 1º de março de 2008, as emissoras da rede no interior do estado, adotaram a marca "TV Record", transmitindo para sua região de cobertura, programas gerados pela TV Record RS. Depois de uma divergência entre os diretores da Rede Pampa e os executivos do Grupo Record, as emissoras voltaram a utilizar a nomenclatura "TV Pampa". As empresas assinaram no dia 13 de junho a rescisão de contrato. No dia 14 de julho de 2008, a TV Pampa passou a transmitir o sinal da RedeTV! em todo o estado. Com isso, a Rede Record passou a implantar retransmissoras próprias no centro-norte do estado e a TV Nativa de Pelotas, que retransmitia o SBT, afiliou-se à rede de Edir Macedo.

## Emissoras
| Prefixo | Emissora              | C. digital  | Localidade   | Fundação               |
| ------- | --------------------- | ----------- | ------------ | ---------------------- |
| ZYP 102 | TV Pampa Porto Alegre | 4 (26 UHF)  | Porto Alegre | 14 de julho de 1980    |
| ZYP 111 | TV Pampa Sul          | 13 (26 UHF) | Pelotas      | 1º de outubro de 1987  |
| ZYP 116 | TV Pampa Norte        | 9 (26 UHF)  | Carazinho    | 17 de setembro de 1988 |
| ZYP 117 | TV Pampa Centro       | 4 (26 UHF)  | Santa Maria  | 9 de novembro de 1991  |

A TV Pampa Porto Alegre foi afiliada à Rede Manchete de 1983 a setembro de 1992 e de dezembro de 1992 a 1997, à Rede Record de 1997 a dezembro de 2002 e de março de 2003 a 1º de julho de 2007; e também foi, por um breve momento, afiliada à RedeTV! de janeiro a abril de 2003. A TV Pampa Sul, a TV Pampa Norte e a TV Pampa Centro foram afiliadas à Rede Manchete das suas fundações (1987, 1988 e 1991, respectivamente) até junho de 1992; ao SBT, de junho de 1992 a outubro de 2003, e à Record, de novembro de 2003 a julho de 2008.
Portanto, de uma forma, a Rede Pampa, de facto, esteve formada em três períodos: durante as afiliações Manchete, até 1992; durante as afiliações Record, de 2004 a 2007; e agora, com a RedeTV!, desde 2008, sendo que as retransmissões de programas estaduais, desde 2009. A Rede Pampa já foi dona da atual TV Cachoeira (na época chamada de TV Pampa Centro), que foi a Rede Manchete até 1991, quando passou a retransmitir a Rede Bandeirantes após a inauguração da emissora de Santa Maria, que assumiu seu nome e sua afiliação. Atualmente, a emissora pertence à TV Novo Tempo.